# Frank-Harald Greß

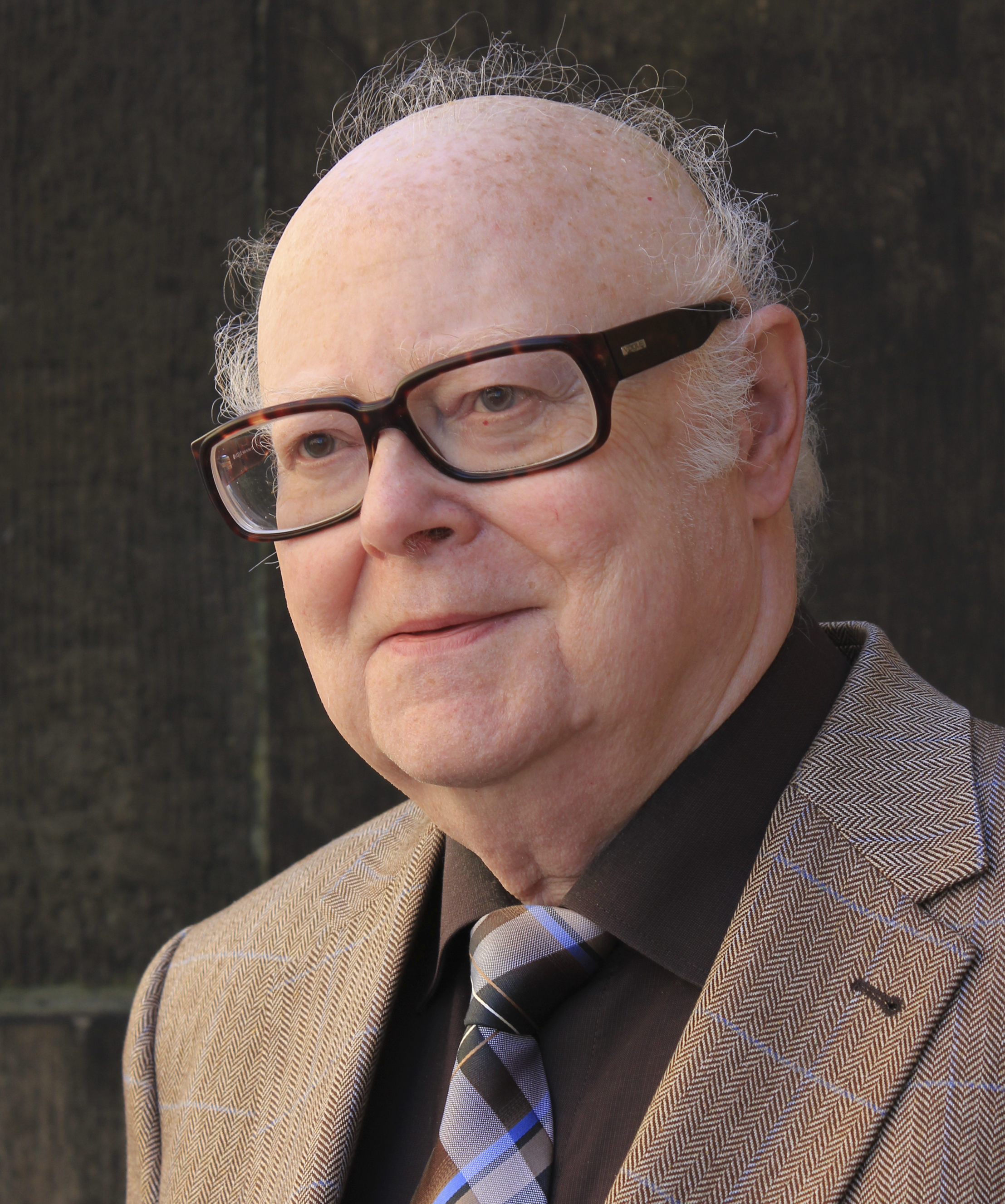
Frank-Harald Greß, 2013

Frank-Harald Greß (* 27. Juli 1935 in Dresden) ist ein deutscher Musikwissenschaftler, Orgelforscher und Autor. Er war Professor für Musikwissenschaft an der Hochschule für Musik Carl Maria von Weber Dresden. Er gilt als einer der führenden Gottfried-Silbermann-Forscher.

## Leben und Wirken
Greß erhielt ersten Musikunterricht bei Günter Metz (Zwickau) und Hans Otto (Dresden), studierte Orgel bei Herbert Collum an der Hochschule für Musik Carl Maria von Weber Dresden, anschließend an der Universität Leipzig Musikwissenschaften, Kunstgeschichte und Akustik. Hier schloss er sein Orgelstudium bei Robert Köbler ab. Er wurde 1974 in Rostock promoviert und habilitierte sich 1983 in Halle (Saale).
Er lehrte von 1959 bis 1992 an der Musikhochschule in Dresden, wo er 1988 eine Professur erhielt. Seine Lehrgebiete waren Musikgeschichte, Instrumentenkunde und Akustik. Am gleichen Institut baute er ab 1962 eine Abteilung für Jazz und Popularmusik auf, die er über drei Jahrzehnte leitete. Sie war in dieser umfassenden Form neu für Gesamtdeutschland und darüber hinaus.
Sein Forschungsschwerpunkt ist der Orgelbau, u. a. Leben und Werk von Gottfried Fritzsche und Gottfried Silbermann. Außerdem arbeitete er an der Planung von etwa 50 Orgeln im In- und Ausland und als Berater bei Restaurierungen und Rekonstruktionen historischer Orgeln. So entwarf Greß Dispositionen und Mensuren für zahlreiche Orgelneubauten, u. a. in der Kreuzkirche Dresden (1963), in St. Nicolai und St. Johann/Lemgo (1967 bzw. 1970), der Stadthalle Chemnitz (1976), Konzerthalle „Georg Phillipp Telemann“ Magdeburg (1979), Konzerthalle St.-Ulrich-Kirche in Halle/Saale (1980), im Naumburger Dom (1983), in St. Margrethen/Schweiz (1992), St. Anna/Twistringen (1996), Kotka/Finnland (1998), Velesovo/Slowenien (2007) und im Paulinum/Leipzig (2009–2015). Greß war Mitbegründer und langjähriges Präsidiumsmitglied der Gottfried-Silbermann-Gesellschaft Freiberg e. V. und Gründungsmitglied des Vereins „Heinrich Schütz in Dresden e. V.“. Seine orgelwissenschaftliche Sammlung wurde als Vorlass in die Sächsische Landesbibliothek – Staats- und Universitätsbibliothek Dresden integriert.

## Schriften (Auswahl)
- Die Welte-Kinoorgel im Musikinstrumentenmuseum der Universität Leipzig. In: ISO Journal. Nr. 78, 2024/25, S. 50–68.
- Die Orgelbauerfamilie Jehmlich und ihre Werke. Kamprad, Altenburg 2023, ISBN 978-3-98753-009-8.
- Die Gottfried-Silbermann-Orgel der St.-Georgs-Kirche zu Großkmehlen. In: Evangelische Kirchengemeinde Großkmehlen (Hrsg.), Thomas Brilla (Red.): Die Pfarrkirche St. Georg zu Großkmehlen. Eine Festschrift. Quack-Druck, Neuburxdorf 2018, S. 96–128.
- Die Orgel der Johanniskirche (Zittau). In: Gerhard Große (Hrsg.): Sankt Johannis Zittau – Kirche, Kulturstätte, Baudenkmal. Freundeskreis der Johanniskirche Zittau, Zittau 2016, ISBN 978-3-946165-11-8, S. 108–118.
- Weil diese Stadt mir … vor andern sehr wohl gelegen ist – Gottfried Silbermann und Freiberg. In: Albrecht Koch (Hrsg.): Die erste in der Welt. Chemnitzer Verlag, Chemnitz 2014, ISBN 978-3-944509-02-0, S. 118–136.
- Wiedergeburt einer Klangwelt – Die Orgeln der evangelischen Schlosskapelle zu Dresden und ihr Nachbau. In: Die Dresdner Frauenkirche, Jahrbuch … 2013. Schnell & Steiner, Regensburg 2013, ISBN 978-3-7954-2775-7, S. 103–110.
- Orgeln und Organisten der Kreuzkirche zu Dresden. Schnell & Steiner, Regensburg 2013, ISBN 978-3-7954-2699-6.
- Die Orgeln der Marienkirche zu Zwickau. In: Ars Organi.  Bd. 60, 2012, Heft 2, ISSN 0004-2919, S. 69–78.
- Gottfried Silbermann as Instrument Builder. In: Clavichord international. Bd. 15, 2011, Heft 1, S. 9–10; Heft 2, S. 51–53.
- Die Orgeltemperaturen Gottfried Silbermanns. (= Freiberger Studien zur Orgel 12). Kamprad, Altenburg 2010, ISBN 978-3-930550-66-1.
- Die Gottfried-Fritzsche-Orgel der Dresdner Schlosskapelle und ihre Rekonstruktion. (= Sächsische Studien zur älteren Musikgeschichte ; 3). In: Matthias Herrmann (Hrsg.): Die Musikpflege in der evangelischen Schlosskapelle Dresden zur Schütz-Zeit. Kamprad, Altenburg 2009, ISBN 978-3-930550-55-5, S. 141–157.
- 200 Jahre Jehmlich-Orgelbau. In: Ars Organi. Bd. 56, 2008, S. 219–222.
- Die Orgeln Gottfried Silbermanns. (= Veröffentlichungen der Gesellschaft der Orgelfreunde 177). 3. Auflage. Sandstein, Dresden 2007, ISBN 978-3-930382-50-7.
- Die Geschichte der Orgel. In: Berit Drechsel (Hrsg.): Die Gottfried-Silbermann-Orgel der Petrikirche zu Freiberg. Entstehung, Veränderung, Rekonstruktion. Sandstein, Dresden 2007, ISBN 978-3-940319-02-9, S. 9–22
- Die Gestaltungsgrundsätze Gottfried Silbermanns und ihre Bedeutung für den Orgelbau der Gegenwart. In: „Wir loben deine Kunst, dein Preiß ist hoch zu schätzen…“ Der Orgelbauer Gottfried Silbermann (1683–1753). Katzbichler, München 2007, ISBN 978-3-87397-584-2, S. 33–37.
- Beiträge in: Badisches Landesmuseum Karlsruhe (Hrsg.): Silbermann. Geschichte und Legende einer Orgelbauerfamilie. Katalog zur Ausstellung. Badisches Landesmuseum, Karlsruhe 2006, ISBN 978-3-7995-0218-4.
- Gottfried Silbermann – Werke – Besaitete Tasteninstrumente. In: Die Musik in Geschichte und Gegenwart, Personenteil Band 15, Bärenreiter, Kassel etc. 2006, ISBN 978-3-7618-1135-1, S. 790–791.
- mit Alexander Koschel: Die Orgeln der Schloßkirche St. Trinitatis in Weißenfels. Fagott, Orgelverlag, Friedrichshafen 2006, ISBN 978-3-00-019678-2.
- Zacharias Hildebrandt – Orgelhistorische Standortbestimmung. In: Freiberger Studien zur Orgel. Nr. 8, 2004, S. 7–38.
- Orgelstadt Freiberg. In: Echo – European Cities of Historical Organs. Innsbruck und Göteborg 2002, S. 34–43.
- Die Orgel der Georgenkirche; Die Orgel der Marienkirche; Gottfried Silbermann – Persönlichkeit und Werk. In: Brigitte Steinbach (Hrsg.): Rötha und die Orgeln Gottfried Silbermanns. Passage, Leipzig 2001, ISBN 3-932900-66-9, S. 14–25, 32–37, 40–42.
- Die Silbermann-Orgel der Dresdner Frauenkirche – Original und Rekonstruktion. In: Die Dresdner Frauenkirche, Jahrbuch 1999. Hermann Böhlaus Nachfolger, Weimar 1999, ISBN 3-7400-1030-4, S. 93–114.
- Künftige Orgeln für die Dresdner Frauenkirche. Aspekte, Funktionen, Konzepte. In: Acta Organologica. Bd. 26, 1998, S. 143–156.
- Dresden als Orgelstadt. In: Die Dresdner Kirchenmusik im 19. und 20. Jahrhundert. Laaber, Laaber 1998, ISBN 3-89007-331-X, S. 241–258.
- Die Orgeln der Frauenkirche zu Dresden. Gottfried-Silbermann-Gesellschaft, Freiberg 1994.
- Die Gottfried-Fritzsche-Orgel der Dresdner Schloßkapelle. Untersuchungen zur Rekonstruktion ihres Klangbildes. In: Acta Organologica. Bd. 23, 1993, S. 67–112.
- Die Klanggestalt der Orgeln Gottfried Silbermanns. Breitkopf, Leipzig/Wiesbaden 1989, ISBN 3-923639-78-3.
- Die „Orgelpositive“ Gottfried Silbermanns. In: Eitelfriedrich Thom (Hrsg.): Bericht über das 8. Symposium zu Fragen des Musikinstrumentenbaus. Kultur- und Forschungsstätte Michaelstein, Michaelstein 1988, S. 44–53.